# Derichebourg
Derichebourg é uma operadora de serviços a empresas e meio ambiente. Presente em 13 países em três continentes, o grupo conta com 42.200 colaboradores em 2021. É composto por dois ramos de atividade distintos, cada um dos quais com gestão própria: Derichebourg Environnement, especializada na recolha e reciclagem de resíduos, e Derichebourg Multiservices, especializada em serviços terceirizados para empresas industriais e terciárias, serviços públicos e comunidades. Derichebourg está listada na Bolsa de Paris.